# Франсоа Жозеф Клозел
Мари Франсоа Жозеф Клозел (на френски: Marie François Joseph Clozel) е френски изследовател, колониален администратор, генерал-губернатор на Френска Западна Африка. Участва в научни изследвания в Западна Африка в сътрудничество с антрополога Морис Делафос.

## Биография
Роден е на 29 март 1860 година в Аноне, регион Оверн-Рона-Алпи, Източна Франция. Завършва училище за източни езици с арабски език. Отбива военната си служба в Алжир.
През 1892 – 1893 участва в експедицията на Казимир Местр на територията на днешна Централноафриканска република. През 1894 – 1895 Клозел води експедиция в северната част на страната и открива горното течение на река Уам (ляв приток на Шари, вливаща се в езерото Чад).
През 1896 е изпратен в Кот д'Ивоар, където от 25 ноември 1902 до 4 май 1903 и от 27 октомври 1906 до 25 април 1908 е губернатор на колонията. По време на втория му мандат е построена първата жп линия в Кот д'Ивоар.
От 14 юни 1915 до 3 юни 1917 е генерал-губернатор на Френска Западна Африка. По време на дългогодишните си пребивавания в Африка активно се занимава с етнографска дейност. На 11 декември 1915 основава комитет по история на Френска Западна Африка.
Умира на 10 май 1918 година в Рабат, Мароко, на 58-годишна възраст.

## Памет
Неговото име носят:
- улица в Котону, Бенин;
- булевард в Абиджан, Кот д'Ивоар.